# Baptiste Chouzenoux
Chouzenoux (Bayona, 7 de agosto de 1993) es un jugador francés de rugby  que se desempeña como Flanker, que juega para el club Aviron Bayonnais del Top 14.

## Carrera
Chouzenoux comienza su carrera profesional en la temporada 2014-15 a la edad de 21 años enfrentándose a FC Grenoble Rugby en um partido en el que entró como suplente jugando los últimos minutos y donde perdieron por el marcador de 24-15. Esa temporada es complicada para Chozenoux y su equipo y descienden de categoría. En la temporada siguiente ya en Pro D2 Chouzenoux se convierte en titular y pieza clave para lograr de nuevo el ascenso a la máxima categoría del rugby francés, al ganar la final de la eliminatoria de ascenso a Aurillac por 21-16.
En la 2016-2017, Chouzenoux sigue asentado en el equipo titular pese a la incorporación de nuevos jugadores de cara a logran mantener la categoría, logro que no alcanzan y ocupando la última plaza de la clasificación el Aviron Bayonnais vuelve a perder la categoría. En cuanto acaba la temporada Racing Metro 92 pone sus ojos en Chouzenoux haciendo una oferta de cara a incorporalo a us plantilla.

## Palmarés y distinciones notables
- Campeón Play off ascenso Pro D2 2015-2016 (Aviron Bayonnais)